# Търговска асоциация
Търговска асоциация, също като индустриална търговска асоциация, бизнес асоциация или секторна асоциация, е организация, основана и финансирана от бизнеси, която оперира в специфична индустрия. Индустриалната търговска асоциация участва в ПР дейности като рекламиране, обучение, дарения за политически партии, лобиране и издателска дейност, но неин основен фокус е сътрудничеството между компании и най-вече стандартизацията. Асоциациите могат да предлагат други услуги като провеждане на конференции, социални контакти и благотворителни събития, или предлагане на курсове и образователни материали. Много асоциации са непрофитни организации, управлявани на база публичното законодателство и с мениджмънт от техни членове.
В страни със социална пазарна икономика ролята на търговските организации е често поемана от работодателските организации, които също имат роля в социалния диалог.
|  | Тази страница частично или изцяло представлява превод на страницата Trade association в Уикипедия на английски. Оригиналният текст, както и този превод, са защитени от Лиценза „Криейтив Комънс – Признание – Споделяне на споделеното“, а за съдържание, създадено преди юни 2009 година – от Лиценза за свободна документация на ГНУ. Прегледайте историята на редакциите на оригиналната страница, както и на преводната страница, за да видите списъка на съавторите. ВАЖНО: Този шаблон се отнася единствено до авторските права върху съдържанието на статията. Добавянето му не отменя изискването да се посочват конкретни източници на твърденията, които да бъдат благонадеждни. |